# Ileana Oroveanu
Ileana Oroveanu, cunoscută și ca Ileana Oroveanu Kosman, (n. 7 iulie 1925, Deva – d. 26 iulie 2005, București) a fost o pictoriță română, creatoare de costume de teatru și film. A realizat costumele actorilor pentru filme de referință ale cinematografiei românești precum Două lozuri (1957), D-ale carnavalului (1959), Bădăranii (1960), S-a furat o bombă (1962), Codin (1963), Pădurea spînzuraților (1965), Columna (1968), Brigada Diverse intră în acțiune (1970), Brigada Diverse în alertă! (1971), B.D. la munte și la mare (1971), Păcală (1974), Ilustrate cu flori de cîmp (1975), Patima (1975), Buzduganul cu trei peceți (1977), Vlad Țepeș (1979), Drumul oaselor (1980), Cucerirea Angliei (1982), Ziua Z (1984), Trenul de aur (1986), Cucoana Chirița (1987) și Chirița în Iași (1988).

## Biografie
S-a născut la 7 iulie 1925, în orașul Deva. A absolvit Institutul de Arte Plastice din București în 1952, obținând calificarea de pictor-scenograf.
Ileana Oroveanu a lucrat ca pictoriță și creatoare de costume de teatru și film, debutând în cinematografie cu realizarea costumelor din filmului După concurs (1955). A participat la realizarea costumelor din filme istorice precum Columna (1968), Buzduganul cu trei peceți (1977), Vlad Țepeș (1978), Cucerirea Angliei (1982) și Ziua Z (1984), din filme după opera lui I.L. Caragiale (Două lozuri, D-ale carnavalului), din Bădăranii (1960), din Pădurea spînzuraților (1964), din seria de filme BD, din seria Chirița sau din filme de aventuri ca Săgeata căpitanului Ion (1972) sau Drumul oaselor (1980). A devenit membru al Asociației Cineaștilor din România (ACIN) la 30 decembrie 1963. Ea a realizat în 1974 și costumele pentru piesele Cezar și Cleopatra și Mitică Popescu de la Teatrul Național din Craiova.
Artista a colindat în copilărie satele României, împreună cu tatăl ei care era de profesie inginer agronom, observând diferențele între țăranul de la Dunăre și cel de la munte precum și alte numeroase alte detalii de care s-a folosit în viitoarea ei profesie. A vizitat de asemenea multe restaurante marginale ale Bucureștiului, care i-au furnizat o sursă bogată de documentare. Ea a înțeles importanța costumelor în definirea unui personaj, afirmând într-un interviu acordat criticului de film Adina Darian în noiembrie 1981 și publicat în revista Cinema nr. 11 din același an că „haina nu face pe om dar poate face un personaj”. Vorbind despre scopul profesiei sale, Ileana Oroveanu a afirmat următoarele: „Deseori actorul a fost ales de regizor după ce văzuse schița de costum, iar alteori un actor dorit inițial a fost schimbat. [...] Oricine știe să se îmbrace, mai bine sau mai rău, dar pictorul de costum are menirea să creeze prin veșminte personaje. El este cel ce definește prin haină nu numai particularități psihice și de caracter în evoluția lor ci și amprenta pe care o pune mediul social, ambianța epocii asupra personajelor”.
Pictorița de costume Ileana Oroveanu a obținut două premii pentru scenografie ale Asociației Cineaștilor din România (ACIN): în 1975 și în 1979. Ea a murit în iulie 2005.
Profesoara Elena Saulea, care i-a dedicat un capitol în volumul Maeștri scenografi ai filmului românesc: cinci scenografi la rampă (Ed. Reu Studio, București, 2009), considera că Ileana Oroveanu a imprimat profesiei sale criterii de rigoare și autenticitate. „Se pot regăsi în costumele create de Ileana Oroveanu note de personalitate creatoare pe care le putem rezuma în câteva enunțuri: imprimarea prin costum a unor date morale și de caracter, transformarea unor imagini-simbol de tip costum de epocă în imagini evocative de spațiu spiritual sau, și nu în ultimul rând, forța de a stiliza conduita socială și de a urzi note de umor și pitoresc obiectiv în stiluri diverse de expresie, de la costumul de epocă la cel popular, de la cotidianul răvășit de incidente și tragedii umane la spațiul ecranizărilor după autori celebri (Caragiale, Rebreanu).”

## Filmografie

### Scenograf
- Alarmă în munți (1955)
- După concurs (1955)

### Creatoare de costume
- După concurs (1955)
- Citadela sfărâmată (1957)
- Două lozuri (1957)
- Avalanșa (1958)
- D-ale carnavalului (1959)
- Bădăranii (1960)
- Soldați fără uniformă (1960)
- S-a furat o bombă (1962)
- Codin (1963)
- Anotimpuri (1964)
- Pădurea spînzuraților (1965) - în colaborare cu Ovidiu Bubulac
- De-aș fi... Harap Alb (1965) - colaborator costume, în colaborare cu Ion Oroveanu
- Golgota (1966)
- Vremea zăpezilor (1966)
- Columna (1968)
- Baladă pentru Măriuca (1969)
- Prieteni fără grai (1969)
- Brigada Diverse intră în acțiune (1970) - creditată Ileana Kosman
- Brigada Diverse în alertă! (1971) - creditată Ileana Oroveanu Kosman
- B.D. la munte și la mare (1971) - creditată Ileana Oroveanu Kosman
- Săgeata căpitanului Ion (1972)
- Păcală (1974)
- Ilustrate cu flori de cîmp (1975)
- Tată de duminică (1975)
- Patima (1975)
- Singurătatea florilor (1976)
- Buzduganul cu trei peceți (1977) - creditată Ileana Oroveanu Kosman
- Soldații victoriei/Comuniștii (1977)
- Vlad Țepeș (1979) - creditată Ileana Oroveanu Kosman
- Drumul oaselor (1980) - creditată Ileana Oroveanu Kosman
- La răscrucea marilor furtuni (1980) - în colaborare cu Cristina Păunescu
- Munții în flăcări (1980) - în colaborare cu Cristina Păunescu
- O lume fără cer (1981) - în colaborare cu Maria Bornovschi
- Cucerirea Angliei (1982) - în colaborare cu Gabriela Nicolaescu
- Întunericul alb (1982)
- Emisia continuă (1984)
- Ziua Z (1984)
- Trenul de aur (1986) - în colaborare cu Alicja Sokołowska și Anna Szczęk
- Cucoana Chirița (1987) - în colaborare cu Elena Forțu
- Chirița în Iași (1988)
- Momentul adevărului (1989)
- Crucea de piatră (1994)
- Aici nu mai locuiește nimeni (film TV, 1995)

## Premii și distincții
Creatoarea de costume Ileana Oroveanu a obținut două premii pentru scenografie ale Asociației Cineaștilor din România (ACIN):
- în 1975 - pentru costumele la filmul Ilustrate cu flori de cîmp[5] și
- în 1979 - pentru costumele la filmul Vlad Țepeș.[6]

### Decorații
- Ordinul național „Serviciul Credincios” în grad de Ofițer (1 decembrie 2000) „pentru realizări artistice remarcabile și pentru promovarea culturii, de Ziua Națională a României”[7]